# Nick Mono
Nick Nannar, född 2002, professionellt känd som Nick Mono, är en engelsk artist och låtskrivare, producent och multiinstrumentalist som kommer från västra London, Storbritannien. Han har beskrivit sin musikstil som "ett brett utbud av musik från hiphop till alternativ rock". Efter att ha släppt sin debutsingel "Effy Stonem" 2020, skrev Mono skivkontrakt med Parlophone.

## Biografi
Nick Mono föddes i London 2002 och är av Punjabi-indisk härkomst . Han blev intresserad av musik efter att ha sett The Jackson 5 spela sin låt "I Want You Back" på The Ed Sullivan Show och började spela gitarr vid fem års ålder.

## Diskografi

### EP
- Censor (2019)
- The Art of Social Distancing (2020)
- The Sun Won't Stay After Summer (2022)

### Singlar
- "Effy Stonem" (2020)
- "Rusty" (2021)
- "All That You Do" (2021)
- "Anywhere In The World" (2021)
- "All The Money" (2022)